# Neolophonotus klebsi
Neolophonotus klebsi là một loài ruồi trong họ Asilidae. Neolophonotus klebsi được Meunier miêu tả năm 1908.